# Chanac
Chanac is een gemeente in het Franse departement Lozère (regio Occitanie). De gemeente telde 1.421 inwoners op 1 januari 2022. De plaats maakt deel uit van het arrondissement Mende. In de gemeente ligt spoorwegstation Chanac.
In de gemeente zijn een vijftigtal megalieten, overwegend dolmens, bewaard.

## Geschiedenis
De vallei van de Lot bij Chanac was eerst een bezit van de graven van Barcelona en daarna van de koningen van Aragon. Aan het begin van de 13e eeuw kwam Chanac in handen van de bisschoppen van Mende. In die periode werd de donjon van het kasteel van Chanac gebouwd op een hoogte boven de vallei. Aan het einde van de 16e eeuw werd het kasteel de zomerresidentie van de bisschoppen van Mende. Zij lieten het kasteel in de volgende eeuwen vergroten en verfraaien. Op 2 juni 1793 werd het kasteel afgebrand en enkel de donjon bleef bewaard.

## Geografie
De oppervlakte van Chanac bedroeg op 1 januari 2022 71,14 vierkante kilometer; de bevolkingsdichtheid was toen 20 inwoners per km². De Lot stroomt door de gemeente.
De onderstaande kaart toont de ligging van Chanac met de belangrijkste infrastructuur en aangrenzende gemeenten.

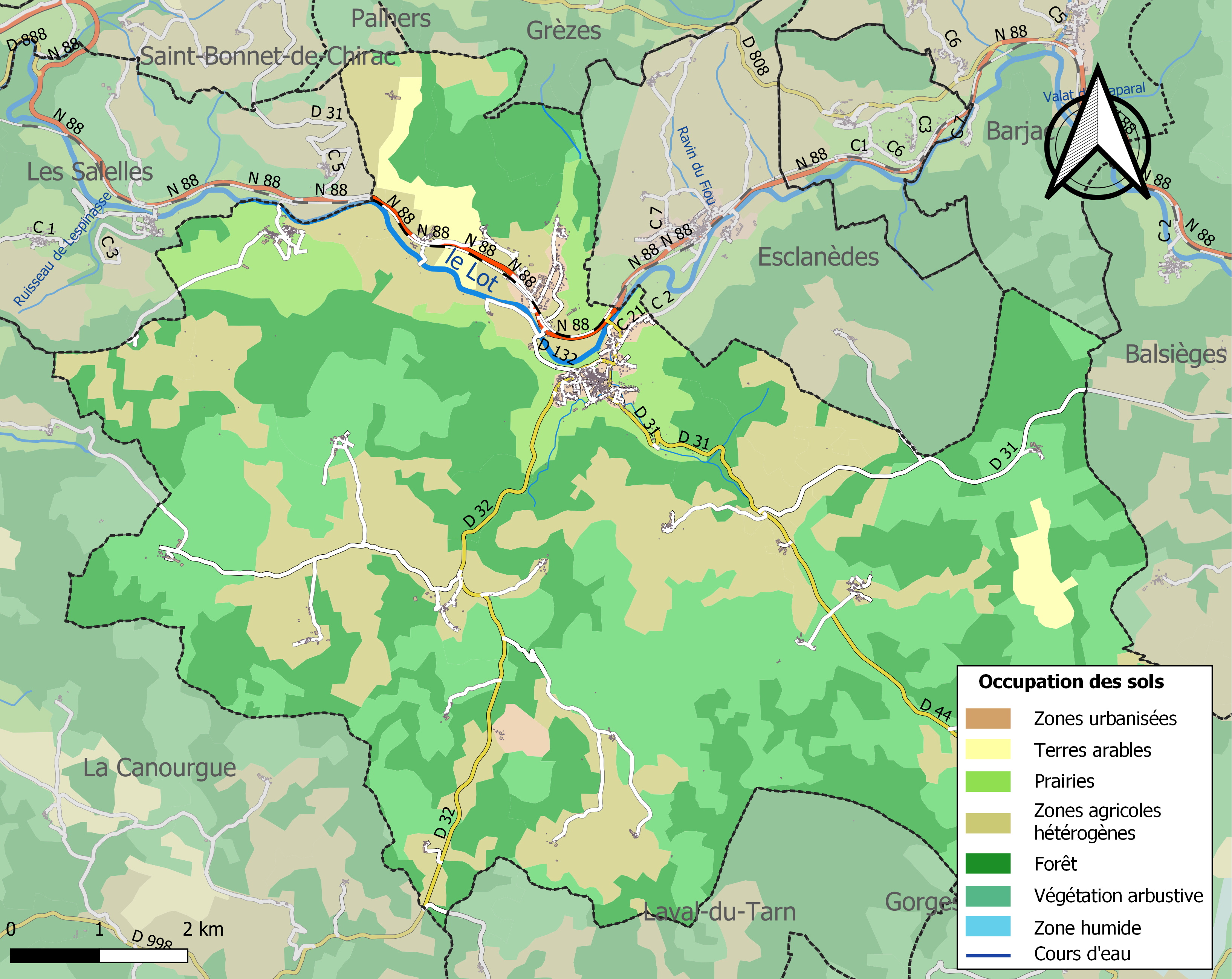

## Demografie
Onderstaande figuur toont het verloop van het inwonertal (bron: INSEE-tellingen).